# 克賴斯特徹奇 (多塞特郡)
克賴斯特徹奇（英語：Christchurch，發音：/ˈkraɪstʃɜːrtʃ/）是英國多塞特郡南部沿海的一個自治市鎮和鎮，西部是伯恩茅斯，東部是新森林。歷史上曾屬於漢普郡，1974年歸屬多塞特郡。面積19.5平方英里（51平方），2001年人口普查時有47,000人，是多塞特郡人口第四多的地區。

## 克賴斯特徹奇的設立
克賴斯特徹奇最早出現在7世紀，當時在雅芳河及埃文河交叉處成立了克賴斯特徹奇港。最初鎮名為Twynham，但由於1094年建造的克賴斯特徹奇修道院出名之故，遂改名“Christchurch”（意即基督教堂）。9世紀時已成為重要港口和堡壘，12世紀建築克賴斯特徹奇城堡之後防禦愈加強大。不過此城堡在英格蘭內戰中已被圓顱黨毀去。18至19世紀間走私氾濫。第二次世界大戰時期因為受到海獅作戰的威脅，駐有重兵防守，1940年在當地機場建造了Airspeed工廠以為皇家空軍生產飛機。

## 養老勝地
因為有悠久的歷史和諸多風景名勝，克賴斯特徹奇每年都要接待上百萬的遊客。此外克賴斯特徹奇也是著名的英國養老地之一，其有將近三成的人口歲數都在65以上。

## 外部連結
- Christchurch Borough Council website （页面存档备份，存于）
- Official Christchurch Council Tourism website （页面存档备份，存于）
- 中的“Christchurch”